# Javier Naranjo Solano
Javier Ignacio Naranjo Solano (Ñuñoa, 30 de junio de 1983) es un abogado y político chileno. Entre el 22 de noviembre de 2021 y el 11 de marzo de 2022 se desempeñó como ministro del Medio Ambiente, bajo el segundo mandato del presidente Sebastián Piñera. Anteriormente, desde el 10 de febrero de 2020 hasta el 22 de noviembre de 2021, se desempeñó como subsecretario del Medio Ambiente.

## Familia y estudios
Es hijo de Eduardo Enrique Naranjo León y de Roxana Teresa Solano Figueroa. Egresó como abogado de la Universidad Andrés Bello (UNAB) y, obtuvo un magíster (LL.M UC) en derecho regulatorio de la Pontificia Universidad Católica (PUC). Está casado.

## Trayectoria política
Entre 2011 y 2014, durante el primer gobierno de Sebastián Piñera ejerció como jefe jurídico del Ministerio del Interior y Seguridad Pública en la Región de Aysén.
Luego, desde 2014 hasta 2017 se desempeñó como jefe del «Departamento de Litigios y Recursos Administrativos» del Ministerio del Medio Ambiente (MMA). De la misma manera, fue jefe de la división jurídica del Servicio de Evaluación Ambiental (SEA) desde 2018 hasta 2020.
Paralelamente, desde finales de 2017 hasta inicios de 2018, se desempeñó como abogado asociado en el estudio jurídico Jara del Favero (JDF), dedicándose a la práctica del derecho administrativo, ambiental y de recursos naturales.
El 11 de febrero de 2020 fue designado por el presidente Sebastián Piñera como subsecretario del Medio Ambiente tras la renuncia de Felipe Riesco Eyzaguirre. Se mantuvo como subsecretario hasta 22 de noviembre de 2021, luego de la renuncia y posterior salida de Carolina Schmidt como ministra titular de la cartera del Medio Ambiente, fecha en que fue designado —por el presidente— para ocupar dicho cargo ministerial.